# Aquiles Serdán (Ranchería)
Aquiles Serdán es una ranchería del municipio de Paraíso ubicado en la subregión de la Chontalpa del estado mexicano de Tabasco.

## Geografía
La localidad se ubica a 17.0 kilómetros (en dirección este) de la localidad de Paraíso, la cabecera y lugar más poblado del municipio. Se sitúa en las coordenadas geográficas 18°25′16″N 93°03′46″O / 18.421206, -93.062852, a una elevación de 0 metros sobre el nivel del mar.

## Demografía
Según el Conteo de Población y Vivienda 2020, efectuado por el Instituto Nacional de Estadística y Geografía, la localidad de Aquiles Serdán tiene 921 habitantes, de los cuales 446 son del sexo masculino y 475 del sexo femenino. Su tasa de fecundidad es de 2.23 hijos por mujer y tiene 254 viviendas particulares habitadas.
| Gráfica de evolución demográfica de Aquiles Serdán entre 1921 y 2020 |
|                                                                      |
| INEGI.                                                               |